# آنا جان أيريس
آنا جان أيريس (بالإنجليزية: Anna Jean Ayres)‏ هي أخصائية علاج وظيفي أمريكية، ولدت في 1920 في فيساليا في الولايات المتحدة، وتوفيت في 16 ديسمبر 1988 في لوس أنجلوس في الولايات المتحدة.

## وصلات خارجية
- آنا جان أيريس على موقع الموسوعة البريطانية (الإنجليزية)